# تورستن برغ
تورستن برغ (بالألمانية: Thorsten Barg)‏ هو لاعب كرة قدم ألماني في مركز الوسط، ولد في 25 أغسطس 1986 في هيرنبرغ في ألمانيا. لعب مع فيهين فيسبادن ونادي بوخوم.

## وصلات خارجية
- تورستن برغ على موقع قاعدة بيانات كرة القدم.إي يو (الإنجليزية)
- تورستن برغ على موقع بيانات كرة القدم. دي إي (الألمانية)